# Novorozsoș, Novopskov
Novorozsoș (în ucraineană Новорозсош) este o comună în raionul Novopskov, regiunea Luhansk, Ucraina, formată numai din satul de reședință.

## Demografie
Componența lingvistică a comunei Novorozsoș
     Ucraineană (95,9%)
     Rusă (3,85%)
     Alte limbi (0,1%)
Conform recensământului din 2001, majoritatea populației comunei Novorozsoș era vorbitoare de ucraineană (95,9%), existând în minoritate și vorbitori de rusă (3,85%).